# Luge aux Jeux olympiques de 1964
Pour des articles plus généraux, voir Luge aux Jeux olympiques et Jeux olympiques d'hiver de 1964.
Navigation
Grenoble 1968
Les épreuves de luge aux Jeux olympiques d'hiver de 1964 se déroulent sur la piste de bobsleigh, luge et skeleton d'Igls entre le 30 janvier et le 4 février 1964. C'est la première fois que cette discipline apparaît aux Jeux olympiques. Les épreuves sont dominées par les Allemands, qui gagnent cinq médailles, dont deux d'or, sur les neuf mises en jeu.

## Podiums
| Épreuves      | Or                                         | Argent                                 | Bronze                                       |
| ------------- | ------------------------------------------ | -------------------------------------- | -------------------------------------------- |
| Simple hommes | Thomas Köhler (EUA)                        | Klaus Bonsack (EUA)                    | Hans Plenk (EUA)                             |
| Simple femmes | Ortrun Enderlein (EUA)                     | Ilse Geisler (EUA)                     | Helene Thurner (AUT)                         |
| Double        | Autriche 1 Josef Feistmantl Manfred Stengl | Autriche 2 Reinhold Senn Helmut Thaler | Italie 1 Walter Aussendorfer Sigisfredo Mair |

## Tableau des médailles
| Rang | Nation    | Or | Argent | Bronze | Total |
| ---- | --------- | -- | ------ | ------ | ----- |
| 1er  | Allemagne | 2  | 2      | 1      | 5     |
| 2e   | Autriche  | 1  | 1      | 1      | 3     |
| 3e   | Italie    | 0  | 0      | 1      | 1     |